# Resolución 196 del Consejo de Seguridad de las Naciones Unidas
La resolución 196 del Consejo de Seguridad de las Naciones Unidas, adoptada por unanimidad el 30 de octubre de 1964, después de examinar la solicitud de Malta para la membresía en las Naciones Unidas, el Consejo recomendó a la Asamblea General que Malta fuese admitida.